# Jazztime Nürnberg
Jazztime ist ein deutscher Hörfunksender aus Nürnberg, der ausschließlich Jazz spielt. Allerdings wird er von den Hörern meist als Sendung von Radio F wahrgenommen, da er sich programmlich gut in dessen abendliches Programmschema einfügt und nur durch das Impressum als eigenständiger Sender mit eigener Lizenz auf 94,5 MHz wahrgenommen wird. Die bei Jazzfans beliebte Sendung wird sowohl von der Bayerischen Landeszentrale für neue Medien gefördert als auch vom Funkhaus der vier großen Lokalradios in Nürnberg.
Das Jazzstudio Nürnberg bewarb sich erfolgreich um eine der fünf am 25. Juli 1986 ausgeschriebenen terrestrischen Frequenzen und setzte sich damit gegen insgesamt 36 Bewerber durch. Sendestart war am 3. Dezember 1986, als die schon im Kabelnetz vorhandenen Lokalsender terrestrisch „on Air“ gingen. Der Besonderheit des bayerischen Mediengesetzes ist es zu verdanken, dass auf den Hauptprogrammen solche Programmfenster eingerichtet wurden.

## Programm
Jazztime ist jeweils donnerstags um 22.00 Uhr je eine Stunde auf Sendung. Die Montagssendungen, die zur selben Sendezeit unter dem Motto Alltime Jazz Greats mit den großen Stars standen, sind mittlerweile eingestellt. Donnerstags stehen überwiegend Themen aus dem aktuellen Jazzgeschehen in der Region und die moderneren Spielarten auf dem Programm. Seit 2017 moderiert Michael Bader, der zugleich Direktor des Nürnberger KunstKulturQuartiers ist; seit 2023 moderieren außerdem Alex Schicke und die Pianistin Victoria Pohl, Tochter von Hildegard Pohl und Yogo Pausch. Frühere Moderatoren waren Alfred Mangold und Ulrich Wallauer-Faderl; bis 2005 moderierte Walter Schätzlein. Mediendaten liegen keine vor (da diese alle fünf Wochentage und damit das Programm von Radio F zusammenfassen); allerdings gibt es ältere Befragungsdaten von Infratest.

## Beteiligungsverhältnisse
Der Sender gehört zu 100 Prozent zum Jazzstudio Nürnberg e.V.

## Empfang
Die terrestrische Sendefrequenz beträgt 94,5 MHz, weiterhin erfolgt die Verbreitung über DAB+, das Kabelnetz im Großraum Nürnberg und weltweit im Internet.